# Runya
Runya (szlovákul Rumince) község Szlovákiában, a Besztercebányai kerület Rimaszombati járásában.

## Fekvése
Tornaljától 7 km-re délre, a Sajó völgyében, a Rimai-medence nyugati részén található.

## Története
A község területén már a hallstatt korban is éltek emberek. A mai települést 1266-ban "Runya", "Runa" alakban említik először. 1340-ben "Nogrona", 1384-ben "Kysrunya alias Kyshanwa", "Nogrunya", "Kysronua alias Kyshanua" néven szerepel a korabeli forrásokban. A falu eredetileg nem a mai helyén, hanem attól mintegy 500 m-re délnyugati irányban, a mai Kolostor-domb területén feküdt. Első temploma 1300 körül épült. 1340-ben két falura: Kis- és Nagyrunyára oszlott. A Soldos család birtoka, majd a 18. századtól több birtokosa is volt. A 16. és 17. században a töröknek is adózott, lakói közül ekkor sokan elmenekültek. Lakói a 16. században a református hitre tértek. 1773-ban a faluban 19 jobbágy és 4 zsellércsalád élt. 1828-ban 85 háza és 599 lakosa volt, akik főként mezőgazdasággal foglalkoztak.
Vályi András szerint "RUNYA. Magyar falu Gömör Várm. földes Urai Zsóldos, és több Uraságok, lakosai katolikusok, és reformátusok, fekszik Baraczának szomszédságában, Sajó vize mellett, mellynek filiája; határbéli földgye jó termékenységű, hasznos piatzozása közel van, legelője elég, fája is van mind a’ kétféle, malmok a’ határban."
Fényes Elek szerint "Runya, magyar falu, Gömör vgyében, Oldalfala és Hanva helységek közt rónaságon, nem messze a Sajó vizéhez fekszik, ref. templommal. A lakosok száma 703-ra megy mindnyájan magyarok. A közbirtok áll 7 5/8 urbéri, 38 majorsági telekből; van 6 majorsági jobbágy, 10 zsellér és 11 lakó; 700 hold elpusztult erdő s legelő, 250 kapás majorsági, és 50 kapás dézmás szőlő; szántófölde bőven termi a jó tisztabuzát, s egyebet, rétje jó és bő takarmányt ad. A lakosok a szarvasmarha-, ugy a lótenyésztésnek is kedvelői. Birják és lakják ezen helységet Zsoldos, Hevessi urakon kivül a Nagy, Pongó, Szemes, Csabai, Dávid, Csiszár ns családok. Ut. post. Tornalja."
Gömör-Kishont vármegye monográfiája szerint "Runya, a tornallya–bánrévei vasútvonal mentén fekvő magyar kisközség, 108 házzal és 511 ev. ref. vallású lakossal. E község nevével már 1323-ban találkozunk Rwnna alakban, a mikor Hanvay Miklós és Hunch Ádám, János és Sándor egyezséglevélben van róla szó. 1427-ben a runyai Soldos család a földesura. 1550-ben Ferdinánd király új adománylevelet ad a községre a Soldos, Hanvay, Darvas, Nagyszájú, Sándor, Szkárosi, másként Fityke és a Kerepeczy családoknak. Most Soldos Árpádnak, özv. Jankovich Miklósnénak, Ruthényi Bélánénak és Hevessy Benedeknek van itt nagyobb birtoka. A községben négy urilak emelkedik, melyeknek mindegyikét a Soldos család építtette. Özv. Jankovich Miklósné birtokában érdekes régi családi oklevelek vannak. A község határában verték agyon fogadott bérenczek Visnyay kurucz kapitányt. A halmot, a hol a gyilkosság történt, ma is Visnyai-halomnak nevezik. E halom határos azzal a szomszédos községhez tartozó Ravaszlyuk nevű dűlővel, melyről ugyanezt az eseményt beszélik. A mult században a már említetteken kívül még a Nagy, Pongó, Szemes, Czabaj, Dávid és a Csiszár családnak volt itt nagyobb birtoka. A község evangélikus temploma 1602-ben épült. A községnek van postája, távírója és vasúti állomása. Ide tartoznak Temetőalja, Szeles, Petyke és Madzag puszták s a község közelében feküdt hajdan Zenthlelek is, melynek nyomát csak a község határában levő ú. n. Klastromdomb tartja fenn. Ezen a tájon feküdt valahol Alkér és Czomporháza község is, melyek a 15. század első felében még virágzó falvak, de azután nyomuk vész."
A trianoni békeszerződésig Gömör-Kishont vármegye Tornaljai járásához tartozott. 1938 és 1944 között újra Magyarország része volt.

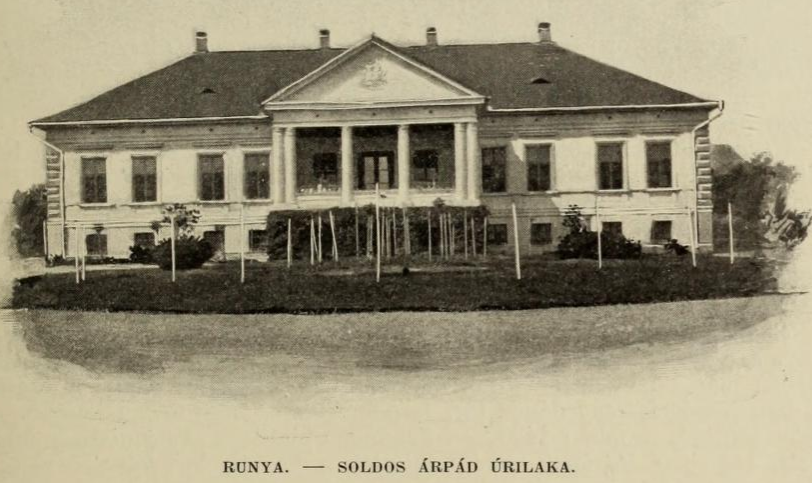
Soldos Árpád úrilaka (1903)

## Népessége
| Év:            | 1994. | 2004.   | 2014.   | 2024.   |
| -------------- | ----- | ------- | ------- | ------- |
| Emberek száma: | 428   | 407     | 367     | 347     |
| Eltérés:       |       | -4,90 % | -9,82 % | -5,44 % |

| Év:            | 2023. | 2024.   |
| -------------- | ----- | ------- |
| Emberek száma: | 350   | 347     |
| Eltérés:       |       | -0,85 % |

1910-ben 481-en, túlnyomórészt magyarok lakták.
2011-ben 382 lakosából 239 magyar és 128 szlovák.

## Nevezetességei
- Református temploma eredetileg 13. századi, gótikus stílusú volt, a 17. század elején, majd a 18. század elején és a 19. században átépítették.
- Barokk kúriája a 18. század közepén épült, a 20. században átépítették.
- Későbarokk kúriája szintén a 18. század közepén épült.

## Híres emberek
- 1849. május 1-én a község templomában kötött házasságot Tompa Mihály költő és református lelkész Soldos Emíliával.
- Itt volt birtokos Meisterné Glatter Klára, Radnóti Miklós költő nővére. A költő is többször járt itt. Itt töltötte 1941 nyarának egy részét.

## Külső hivatkozások
- E-obce.sk Archiválva 2007. december 8-i dátummal a Wayback Machine-ben
- Rövid ismertető Archiválva 2008. december 24-i dátummal a Wayback Machine-ben
- Runya a régió honlapján
- Runya Szlovákia térképén
- Obce info.sk